# Too big to fail (economia)
A teoria do "grande demais para fracassar" afirma que certas corporações, particularmente as instituições financeiras, são tão grandes e tão interconectadas que seu fracasso seria desastroso para o sistema econômico maior e que, portanto, devem ser apoiadas pelo governo quando enfrentarem um potencial fracasso. O termo coloquial "too big to fail" foi popularizado pelo congressista norte-americano Stewart McKinney em uma audiência do Congresso em 1984, discutindo a intervenção da Federal Deposit Insurance Corporation com a Continental Illinois. O termo já havia sido usado ocasionalmente na imprensa.